# مارتشينا برانت
مارتشينا برانت (بالإسبانية: Marthina Brandt)‏ (مواليد 31 يناير 1992) عارضة أزياء برازيلية وملكة جمال سابقة، بعدما توجت بلقب مسابقة ملكة جمال البرازيل 2015 , ومثلت البرازيل في مسابقة ملكة جمال الكون 2015.

## روابط خارجية
- موقع ملكة جمال البرازيل مسابقة الرسمي